# Championnat de France de football de deuxième division 1933-1934
Navigation
1934-1935
Le championnat de France de football de deuxième division 1933-1934 est la première édition du championnat de deuxième division de football professionnel en France, alors aussi appelé « Division interrégionale ». 
Le Red Star Olympique, vainqueur du groupe nord, remporte la finale du championnat face à l'Olympique d'Alès, vainqueur du groupe sud, le 20 mai 1934. Les deux clubs sont promus en première division en compagnie du FC Mulhouse et du RC Strasbourg, vainqueurs des barrages d'accession.

## Les 23 clubs participants
| \| Amiens AC RC Calais Le Havre AC FC Metz FC Mulhouse Paris : Club français Red Star Olympique US Suisse US Tourcoing RC Roubaix US Valenciennes-Anzin FC Rouen US Saint-Servan RC Strasbourg Olympique d'Alès SO Béziers Bordeaux : La Bastidienne Deportivo Bordeaux Hyères FC FC Lyon AS Monaco FAC Nice AS Saint-Étienne \| Localisation des clubs engagés dans le championnat. Groupe Nord Groupe Sud |
| Amiens AC RC Calais Le Havre AC FC Metz FC Mulhouse Paris : Club français Red Star Olympique US Suisse US Tourcoing RC Roubaix US Valenciennes-Anzin FC Rouen US Saint-Servan RC Strasbourg Olympique d'Alès SO Béziers Bordeaux : La Bastidienne Deportivo Bordeaux Hyères FC FC Lyon AS Monaco FAC Nice AS Saint-Étienne                                                                                  |

Comme la première division, la compétition est organisée par la « Commission du Championnat de France professionnel » de la Fédération française de football association, qui chapeaute les clubs dits « autorisés » à rémunérer leurs joueurs. Afin de limiter les coûts et les contraintes de déplacement, la Commission met en place deux poules géographiques, au nord et au sud de la France, composées d'un maximum de 14 clubs. La poule fait le plein au nord, mais pas au sud, où seulement neuf clubs s'inscrivent.  
Six des 23 participants  — le Club français, le Hyères FC, le FC Mulhouse, le Red Star Olympique, le FC Metz et l'Olympique d'Alès — sont fraîchement relégués de première division, appelée aussi « Division nationale ». 
Les 17 autres sont des clubs « néo-professionnels », des clubs amateurs jusque là inscrits dans les Ligues régionales, qui ont fait acte de candidature au statut professionnel auprès de la commission de la Fédération. Parmi ces derniers, certains comme le RC Strasbourg, l'Amiens AC, Le Havre AC et le RC Roubaix se sont montrés initialement hostiles à la mise en place du statut professionnel, avant de finalement s'y résoudre.
| Poule nord - Amiens Athlétic Club - Racing Club de Calais - Club français (Paris) - Le Havre Athletic Club - Football Club de Metz - Football Club de Mulhouse - Red Star Olympique (Saint-Ouen) - Racing Club de Roubaix - Football Club rouennais - Union sportive servannaise et malouine - Racing Club de Strasbourg - Union sportive suisse (Paris) - Union sportive de Tourcoing - Union sportive de Valenciennes-Anzin | Poule sud - Olympique alésien - Stade olympien biterrois - Sporting Club de la Bastidienne (Bordeaux) - Deportivo Bordeaux - Hyères Football Club - Football Club de Lyon - Association sportive de Monaco - Football Athlétic Club de Nice - Association sportive de Saint-Étienne |

## Résumé
Avec le nombre et la qualité des équipes engagées, cette première édition connaît un certain succès populaire et médiatique. De nombreux joueurs internationaux français évoluent dans les clubs engagés, parmi lesquels le gardien de but Alexis Thépot et Alfred Aston du Red Star, Robert Mercier et Maurice Banide du Club français, Pierre Korb du FC Mulhouse, ou encore Roger Rio et Jean Nicolas du FC Rouen. 
Lors de la première journée, le club rouennais affirme ses ambitions en battant le prestigieux Club français et ses vedettes sur le score fleuve de 12-3, dont huit buts de Nicolas. Le record d'affluence en championnat de France, première et deuxième division confondues, est établi le 11 novembre 1933 lors d'une rencontre entre les deux rivaux haut-normands, le FC Rouen et Le Havre AC, avec 16 040 spectateurs payants au stade des Bruyères. Plus tard dans la saison, un record de recettes est également établi pour un match professionnel en France avec 114 000 francs déposés aux guichets lors de la rencontre opposant les deux meilleures équipes du groupe Nord, le Red Star et le FC Rouen, le 2 avril 1934 au stade Bauer de Saint-Ouen. 
Deux clubs en difficulté sportive et financière déclarent cependant forfait en cours de saison : le FAC Nice après huit rencontres (pour un seul match gagné sur tapis vert et un match nul) et dont tous les résultats sont annulés, puis l'US Suisse qui joue son dernier match le 25 février lors de la 20e journée contre le FC Rouen (défaite 5-1). Le club parisien ne se présente pas lors de la 21e journée et déclare forfait général. Les 19 matchs joués (le club compte un match en retard) sont annulés a posteriori et un nouveau classement est publié avant la 22e journée.
Le Red Star et le FC Rouen dominent le groupe Nord. Alors que Rouen mène d'un point avant le dernier match, le 13 mai, un match nul des Rouennais au Havre (3-3) couplé couplé à une victoire du Red Star contre Metz font que les deux équipes terminent avec le même nombre de points, mais le Red Star termine en tête grâce au goal average (et non à la différence de buts, qui aurait elle sacré le club rouennais),.
À l'issue du championnat en deux groupes, une finale est organisée pour désigner le vainqueur du championnat. Le 20 mai 1934, le Red Star accueille Alès, vainqueur du groupe Sud, s'impose 3 buts à 2, et devient ainsi le premier club au palmarès de la deuxième division. Les deux clubs sont directement promus en Division nationale. 
La fédération décide de promouvoir deux autres clubs afin d'élargir la première division de 14 à 16 clubs. Une phase finale est organisée entre quatre clubs, supposément les deuxième et troisième de chaque groupe. Y sont finalement invitées les équipes classées entre la 2e et la 4e places du groupe Nord, le FC Rouen, le RC Strasbourg et le FC Mulhouse, et l'équipe classée 2e du groupe Sud, l'AS Saint-Étienne, qui doivent s'affronter entre le 13 mai et le 10 juin en match de poules aller-retour. Les Rouennais, qui considèrent mériter leur promotion directe et se trouvent privés de leurs deux internationaux vedettes du fait de la Coupe du monde, demandent le report de leurs matchs de barrage. Les matchs sont finalement considérés comme forfaits par la Fédération, et Strasbourg et Mulhouse remportent leur billet pour l'élite,.
En Coupe de France, les trois meilleurs représentants du championnat sont l'US Tourcoing, battue en quart de finale par l'Olympique lillois, le RC Roubaix et le FC Rouen. Ces deux derniers s'affrontent en quart de finale au Havre devant plus de 25 000 spectateurs. Le club nordiste se qualifie en prolongation (3-2) mais s'incline finalement en demi-finale face à l'Olympique de Marseille.

## Classements

### Poule nord
Classement
- Promotion en Division nationale 1934-1935
- Barrage pour la promotion en Division nationale 1934-1935
- Abandon du professionnalisme en fin de saison
- Forfait en cours de saison
- Fusion en fin de saison
- R : Relégué de la Division nationale 1932-1933
- Pts : Une victoire rapporte deux points et un match nul un point.
Chaque équipe affronte ses adversaires deux fois, à domicile et à l'extérieur.

| Rang | Équipe                     | Pts     | J       | G       | N       | P       | Bp      | Bc      | GA      |
| ---- | -------------------------- | ------- | ------- | ------- | ------- | ------- | ------- | ------- | ------- |
| 1    | Red Star Olympique R       | 35      | 24      | 15      | 5       | 4       | 71      | 37      | 1,919   |
| 2    | FC Rouennais               | 35      | 24      | 15      | 5       | 4       | 85      | 46      | 1,848   |
| 3    | FC Mulhouse R              | 31      | 24      | 14      | 3       | 7       | 58      | 39      | 1,487   |
| 4    | RC Strasbourg              | 30      | 24      | 13      | 4       | 7       | 64      | 42      | 1,524   |
| 5    | FC Metz R                  | 26      | 24      | 11      | 4       | 9       | 51      | 39      | 1,308   |
| 6    | RC Roubaix                 | 23      | 24      | 10      | 3       | 11      | 40      | 47      | 0,851   |
| 7    | US Valenciennes-Anzin      | 22      | 24      | 7       | 8       | 9       | 48      | 52      | 0,923   |
| 8    | Amiens AC                  | 21      | 24      | 9       | 3       | 12      | 59      | 65      | 0,908   |
| 9    | US Tourcoing               | 20      | 24      | 8       | 4       | 12      | 38      | 51      | 0,745   |
| 10   | Le Havre AC                | 19      | 24      | 8       | 3       | 13      | 48      | 61      | 0,787   |
| 11   | US servannaise et malouine | 18      | 24      | 7       | 4       | 13      | 39      | 67      | 0,582   |
| 12   | Club français R            | 17      | 24      | 5       | 7       | 12      | 43      | 73      | 0,589   |
| 13   | RC Calais                  | 15      | 24      | 5       | 5       | 14      | 31      | 56      | 0,554   |
| 14   | US suisse                  | Forfait | Forfait | Forfait | Forfait | Forfait | Forfait | Forfait | Forfait |

Résultats
| Résultats (▼dom., ►ext.)                                   | Ami | Cal | Clu  | Hav | Met | Mul | Red | Rbx | Rou | Ser | Str | Sui | Tou | Val |
| Amiens AC                                                  |     | 2-3 | 4-2  | 3-2 | 2-3 | 5-1 | 4-2 | 1-1 | 2-4 | 5-2 | 3-2 | X-X | 3-1 | 3-3 |
| RC Calais                                                  | 2-0 |     | 1-3  | 3-2 | 2-2 | 2-3 | 2-3 | 0-1 | 2-5 | 2-1 | 1-1 | X-X | 0-2 | 0-0 |
| Club français                                              | 1-6 | 1-1 |      | 4-3 | 3-3 | 0-5 | 2-2 | 0-3 | 0-1 | 5-0 | 1-4 | X-X | 4-0 | 1-1 |
| Le Havre AC                                                | 2-4 | 5-1 | 2-0  |     | 1-3 | 2-1 | 3-1 | 0-2 | 3-3 | 1-2 | 2-0 | X-X | 3-0 | 3-2 |
| FC Metz                                                    | 4-3 | 2-1 | 3-0  | 4-1 |     | 0-1 | 0-0 | 2-0 | 2-3 | 7-1 | 1-2 | X-X | 0-1 | 6-2 |
| FC Mulhouse                                                | 3-1 | 4-0 | 2-2  | 2-1 | 2-1 |     | 4-2 | 4-2 | 2-1 | 6-1 | 1-0 | X-X | 2-2 | 7-1 |
| Red Star Olympique                                         | 5-1 | 3-2 | 3-1  | 7-1 | 5-1 | 1-1 |     | 5-2 | 6-3 | 2-1 | 4-0 | X-X | 4-2 | 3-1 |
| RC Roubaix                                                 | 4-3 | 1-0 | 4-1  | 2-2 | 2-1 | 2-1 | 1-4 |     | 1-4 | 4-1 | 1-2 | X-X | 0-2 | 0-1 |
| FC rouennais                                               | 4-0 | 2-2 | 12-3 | 5-1 | 2-1 | 4-2 | 1-1 | 5-1 |     | 5-1 | 3-5 | X-X | 1-1 | 3-2 |
| US servannaise et m.                                       | 3-1 | 3-0 | 2-2  | 1-1 | 0-3 | 3-1 | 0-3 | 2-2 | 2-1 |     | 5-1 | X-X | 3-0 | 3-5 |
| RC Strasbourg                                              | 1-1 | 4-0 | 7-2  | 4-5 | 4-0 | 2-0 | 3-3 | 3-0 | 4-6 | 6-0 |     | X-X | 3-1 | 2-1 |
| US suisse                                                  | X-X | X-X | X-X  | X-X | X-X | X-X | X-X | X-X | X-X | X-X | X-X |     | X-X | X-X |
| US Tourcoing                                               | 5-1 | 3-0 | 3-4  | 3-2 | 1-2 | 2-0 | 0-2 | 1-4 | 0-5 | 2-0 | 1-1 | X-X |     | 4-4 |
| US Valenciennes-Anzin                                      | 5-1 | 3-4 | 1-1  | 4-0 | 0-0 | 2-3 | 1-0 | 2-0 | 2-2 | 2-2 | 0-3 | X-X | 3-1 |     |
| - Victoire à domicile - Match nul - Victoire à l'extérieur |     |     |      |     |     |     |     |     |     |     |     |     |     |     |

### Poule sud
Classement
- Promotion en Division nationale 1934-1935
- Barrage pour la promotion en Division nationale 1934-1935
- Abandon du professionnalisme en fin de saison
- Forfait en cours de saison
- Fusion en fin de saison
- R : Relégué de la Division nationale 1932-1933
- Pts : Une victoire rapporte deux points et un match nul un point.
Chaque équipe affronte ses adversaires deux fois, à domicile et à l'extérieur.

| Rang | Équipe              | Pts     | J       | G       | N       | P       | Bp      | Bc      | GA      |
| ---- | ------------------- | ------- | ------- | ------- | ------- | ------- | ------- | ------- | ------- |
| 1    | Olympique alésien R | 21      | 14      | 10      | 1       | 3       | 38      | 19      | 2       |
| 2    | AS Saint-Étienne    | 19      | 14      | 9       | 1       | 4       | 25      | 16      | 1,563   |
| 3    | AS Monaco FC        | 17      | 14      | 7       | 3       | 4       | 40      | 31      | 1,29    |
| 4    | Deportivo Bordeaux  | 15      | 14      | 7       | 1       | 6       | 38      | 38      | 1       |
| 5    | Hyères FC R         | 13      | 14      | 6       | 1       | 7       | 15      | 21      | 0,714   |
| 6    | SO biterrois        | 11      | 14      | 4       | 3       | 7       | 31      | 39      | 0,795   |
| 7    | SC Bastidienne      | 9       | 14      | 4       | 1       | 9       | 21      | 29      | 0,724   |
| 8    | FC Lyon             | 7       | 14      | 2       | 3       | 9       | 21      | 36      | 0,583   |
| 9    | FAC Nice            | Forfait | Forfait | Forfait | Forfait | Forfait | Forfait | Forfait | Forfait |

Résultats
| Résultats (▼dom., ►ext.)                                   | Alè | Bas | Béz | Dep | Hyè | Lyo | Mon | Nic | StE |
| Olympique alésien                                          |     | 6-1 | 0-2 | 5-2 | 1-0 | 2-1 | 3-2 | X-X | 2-2 |
| SC Bastidienne                                             | 0-1 |     | 5-1 | 1-4 | 1-0 | 3-1 | 0-3 | X-X | 2-3 |
| SO biterrois                                               | 3-6 | 3-3 |     | 2-3 | 1-2 | 4-3 | 4-4 | X-X | 2-1 |
| Deportivo Bordeaux                                         | 0-1 | 2-1 | 6-3 |     | 3-2 | 3-3 | 7-3 | X-X | 2-0 |
| Hyères FC                                                  | 1-0 | 1-0 | 2-1 | 2-1 |     | 1-1 | 1-2 | X-X | 0-1 |
| FC Lyon                                                    | 1-7 | 0-3 | 1-3 | 5-1 | 1-2 |     | 1-1 | X-X | 2-0 |
| AS Monaco FC                                               | 2-4 | 3-1 | 2-2 | 6-2 | 3-1 | 5-1 |     | X-X | 2-0 |
| FAC Nice                                                   | X-X | X-X | X-X | X-X | X-X | X-X | X-X |     | X-X |
| AS Saint-Étienne                                           | 2-0 | 1-0 | 1-0 | 4-2 | 5-0 | 1-0 | 4-2 | X-X |     |
| - Victoire à domicile - Match nul - Victoire à l'extérieur |     |     |     |     |     |     |     |     |     |

### Attribution du titre
Le Red Star Olympique remporte le championnat de France de deuxième division.
| 20 mai 1934 | Red Star Olympique     | 3 – 2   | Olympique alésien | Stade de Paris, Saint-Ouen                  |                                             |
| 15h30       | Sas · Marrec · Andoire | (1 – 1) | Pybert            | Spectateurs : 10 000 Arbitrage : M. Ouvrard | Spectateurs : 10 000 Arbitrage : M. Ouvrard |

### Barrage d'accession en Division nationale
| Rang | Équipe           | Pts     | J       | G       | N       | P       | Bp      | Bc      | GA      |  | Résultats (▼ dom., ► ext.) | Str | Mul | StE | Rou |
| ---- | ---------------- | ------- | ------- | ------- | ------- | ------- | ------- | ------- | ------- |  | -------------------------- | --- | --- | --- | --- |
| 1    | RC Strasbourg    | 6       | 4       | 2       | 2       | 0       | 9       | 5       | 1,8     |  | RC Strasbourg              |     | 3-1 | 2-0 |     |
| 2    | FC Mulhouse      | 4       | 4       | 1       | 2       | 1       | 4       | 5       | 0,8     |  | FC Mulhouse                | 0-0 |     | 2-1 |     |
| 3    | AS Saint-Étienne | 2       | 4       | 0       | 2       | 2       | 6       | 9       | 0,667   |  | AS Saint-Étienne           | 4-4 | 1-1 |     |     |
| 4    | FC rouennais     | Forfait | Forfait | Forfait | Forfait | Forfait | Forfait | Forfait | Forfait |  | FC rouennais               |     |     |     |     |

### Meilleurs buteurs
L'international français du FC Rouen Jean Nicolas est sans conteste le meilleur buteur du championnat, avec un nombre de buts compris entre 48 et 54 buts.
Les suivants au classement des meilleurs buteurs du championnat sont le Strasbourgeois Fritz Keller (entre 20 et 22 buts), l'international du Club français et meilleur buteur de Division nationale la saison précédente Robert Mercier (19 ou 20), et l'Amiénois Pierre Illiet (19 ou 20).

## Promotions et relégations
Le Red Star Olympique (champion), l'Olympique d'Alès, le FC Mulhouse et le RC Strasbourg sont promus en Division nationale pour la saison 1934-1935.
Les clubs trop déficitaires à l'issue de la saison sont amenés à fermer leurs sections professionnelles afin de réduire le risque de nouveaux abandons lors de la saison suivante. C'est le cas du Hyères FC, de l'AS Monaco et du SO Béziers, qui abandonnent donc leur place en Division interrégionale et reprennent leurs activités au niveau amateur en Ligue régionale.
Les équipes professionnelles bordelaises du Deportivo Bordeaux et de La Bastidienne sont poussés à fusionner, donnant naissance à l'éphémère FC Hispano-Bastidien, ce qui libère une autre place. Le FC Lyon se rapproche quant à lui de l'AS Villeurbanne, sous le nom duquel l'équipe reprend la saison suivante.
Enfin deux clubs amateurs se voient autorisés par la fédération à créer une équipe professionnelle et sont intégrés à la deuxième division la saison suivante : le Racing Club de Lens (7e de Division d'honneur du Nord) et le Stade Malherbe caennais (6e de Division d'honneur de Normandie).